# Lucca
|  | Per a altres significats, vegeu «Lucca (desambiguació)». |

Lucca és una ciutat d'Itàlia, de la regió de la Toscana, capital de la província de Lucca, al peu dels Apenins i a l'esquerra del riu Serchio (antic Ausar), a uns 18 km al nord-est de Pisa. L'any 2006 tenia 82.245 habitants. És cap de l'arquebisbat de Lucca

## Història
La ciutat va quedar dins dels límits d'Etrúria establerts per August però és dubtós que fos una ciutat etrusca, ja que no es menciona com a tal ni s'han trobat restes. És possible que en algun moment fos dependent d'alguna ciutat etrusca però si va ser així, va caure aviat en mans dels lígurs als qui al segle iii aC la van arrabassar els romans i la van considerar una ciutat lígur. L'any 218 aC (primera menció històrica) Titus Livi diu que el cònsol Tiberi Semproni Llong es va retirar a la ciutat després del fracàs d'un atac contra Hanníbal. En aquell període estava en mans dels romans, però devia tornar a caure en mans dels lígurs suposadament els apuans. Durant la guerra entre Roma i els lígurs al segle ii aC la ciutat no és esmentada, però el 177 aC ja es va establir allí una colònia romana de dret llatí. Titus Livi parla també d'una colònia romana (colonia civium) però segurament es refereix a Luna.
Va ser un municipi en virtut de la llei Julia municipalis probablement de l'any 49 aC i Ciceró l'esmenta com a "municipium Lucense". Va formar part de la província de Ligúria i Gàl·lia Cisalpina donada a Juli Cèsar que la va escollir sovint com a residència i en una ocasió, l'any 56 aC, s'hi van reunir més de 200 senadors, entre els quals Pompeu i Cras i el mateix Cèsar. Sota August va rebre una nova colònia i l'emperador la va incloure a la regió d'Etrúria.
Durant l'Imperi era una ciutat de certa importància, ben situada a la via Clòdia que des de Roma anava a Arretium, Florentia i Pistoia, i també hi passaven branques des Parma i Pisae. L'amfiteatre és l'única resta important d'aquesta època que es conserva a la moderna Piazza del Mercato, i una part del teatre prop de l'església de Santa Maria di Corte Landini.
Al final de l'Imperi Odoacre la va saquejar i després va caure en mans dels ostrogots el 493. Narses la va assetjar durant tres mesos el 553, i en aquell moment era una fortalesa important. Els longobards la van ocupar l'any 570.
Sota els longobards va ser la seu d'un ducat (Ducat de Túscia) que va emetre moneda. El bisbe Frediano i la reina Teodolinda van aconseguir la conversió de molts longobards al cristianisme i el bisbe va fer construir nombroses esglésies entre elles la de San Vicenzo (després Sant Frediano) i la de San Martino, la moderna catedral, que va substituir com a seu del bisbe a la dels sants Giovanni i Reparata.
Després de la conquesta dels francs el 790 va formar part del regne d'Itàlia i va constituir part d'un marcgraviat sota una família feudal de comtes. Dins el marcgraviat la ciutat va quedar en mans del bisbe (l'església de Sant Martino va ser convertida en catedral el 1061) i es van establir els fonaments de la comuna independent que va existir des del final del segle xi (concessió de drets imperials del 1081), i plenament des del 1107, amb carta fundacional de 1161. Després de la mort de la darrera comtessa, Matilde, el 1115 la ciutat va ser plenament autònoma i el 1119 es va elegir el primer cònsol que va assolir el govern local.
El comerç de la seda li va aportar una gran prosperitat i va rivalitzar amb l'Imperi Romà d'Orient. L'any 1161 Frederic I Barba-roja va concedir a Lucca la carta comunal donant origen jurídic a la comuna. La ciutat es va dividir en cinc parts que portaven el nom de les seves portes: San Gervasio e Protasio, San Donato, San Paolino, Santa Maria i la Porta di Borgo. El govern estava en mans de dos cònsols i un consell general i es reunia al "Parlascio". En aquesta època es van construir grans mansions senyorials i palaus.
El 1209 va rebre privilegis de l'emperador i el 1288 va comprar la seva sobirania; Dante Alighieri hi va viure exiliat.
Cap a l'any 1308 la ciutat estava dividida en tres classes socials: els nobles, els burgesos i el poble. El 1310 hi va haver enfrontaments entre els partidaris del papa i l'emperador (güelfs i gibel·lins respectivament) i Lucca es va dividir. Lucca va ser llavors güelfa (ho eren els nobles mentre artesans i comerciants eren gibel·lins) i es va enfrontar amb la veïna Pisa, gibel·lina; la ciutat es va sotmetre al güelf Robert d'Anjou però la facció oposada va facilitar l'entrada al senyor de Pisa Uguccione della Faggiuola, que acabava de guanyar la batalla de Montecatini, i que es va apoderar de la ciutat que durant una setmana van saquejar.
Una revolta popular el 1316 va expulsar els pisans i van portar al front de la comuna al luccà Castruccio Castracani degli Antelminelli, cap Condottiero gibel·lí, amb títol de capità general. El 1325 Castruccio va derrotar a Altopascio als güelfs de Florència i el 1327 va rebre el títol de duc (de Lucca i Lunigiana, dominant també a Pisa, Pistoia, Luni i Volterra) de l'emperador, Lluís IV de Baviera, títol que també van portar breument Enric Antelminelli (expulsat després de la mort Castruccio el 1329 als 47 anys) i Francesc Antelminelli (que va recuperar unes setmanes la ciutat); l'abril de 1329, va caure en mans de Marco Visconti, però el juny els imperials la van ocupar i la van vendre a Gerard Spinola (1331) que va proclamar senyor al cec Joan de Bohèmia; el 1333 la va empenyorar a Marsilio Rossi que el 1335 la va cedir a Mastino II della Scala, senyor de Verona i Parma.
El 1341 els della Scala la van vendre a Florència que va proclamar la senyoria de Robert d'Anjou, però el 1342 va ser ocupada per Pisa. El 1368 hi van entrar els imperials (Carles IV) que hi va establir un vicari, i el 6 d'abril de 1369 la ciutat va comprar altra vegada la sobirania a l'emperador i a canvi d'un tribut de tres-cents mil florins es va convertir de fet en un feu imperial sota forma de república.
El 1370 la república va establir la nova divisió administrativa en terços (Terzieri): San Paolino, San Martino i San Salvatore; va establir també el consell general amb membres del terços, tres per cadascun.
El 1400 Pau Giunigi, cap d'una de les principals famílies, casat amb Ilaria del Carretto (morta el 1405) va establir la seva senyoria i va millorar molt la ciutat. El seu domini va durar trenta anys, fins al 1430, quan els Sforza de Milà el van derrocar, acusat d'usurpació i tirania. Pau va ser tancat a la fortalesa de Pavia on va morir. Però la república va poder conservar la independència. El 1408 Lucca va ser la seu d'una reunió que volia acabar amb el cisma al papat.
El 1502 es va decidir establir una tercera muralla. El 1528 Francesco Burlamacchi, un noble de la ciutat, era elegit comissari de milícies i després gonfanoner i va intentar lliurar la ciutat de la influència dels Mèdici, però va ser arrestat i empresonat a Milà on el van executar.
El 1628 es va establir el govern de l'oligarquia. La paraula Libertas figurava a la seva bandera marítima, blava amb la paraula daurada en diagonal (la bandera republicana era blanca sobre vermell).
El 4 de febrer de 1799 els francesos la van ocupar. Els austríacs hi van entrar el 17 de juliol de 1799 però els francesos la van recuperar el 9 de juliol del 1800; els austríacs hi van tornar el 15 de setembre del 1800 per ser-ne altre cop expulsats pels francesos el 9 d'octubre següent, i va quedar en mans franceses. El 23 de juny de 1805 Napoleó la va donar a la seva germana Elisa, feta princessa de Lucca i Piombino, i al seu marit Fèlix Pasqual Baciocci.
El principat va formar part del Gran Ducat de Toscana, on hi va entrar el 3 de març de 1809 i va ser de iure un estat però de fet possessió francesa i Fèlix Pasqual en va conservar la possessió fins al 14 de març de 1814 quan va deixar el poder en mans d'un consell i va sortir de Lucca.
El 17 de març de 1814 va ser ocupada pels napolitans i es va establir un govern provisional de l'Estat de Lucca el 7 d'abril de 1814 sota control militar austríac, del que va assolir la direcció l'11 de maig Anton von Starhemberg i l'1 de març de 1815 Joseph Werklein, fins que el 22 de novembre de 1817 va passar a ser el ducat de Lucca i entregada a Maria Lluïsa de Borbó-Parma a la que va succeir el seu fill Carles Lluís de Borbó-Parma el 13 de març de 1824. El 5 d'octubre de 1847 es va incorporar al gran ducat de Toscana amb el que va passar de fet a Itàlia el 1859 i va ser annexionada el 22 de maig de 1860.

## Cultura i monuments

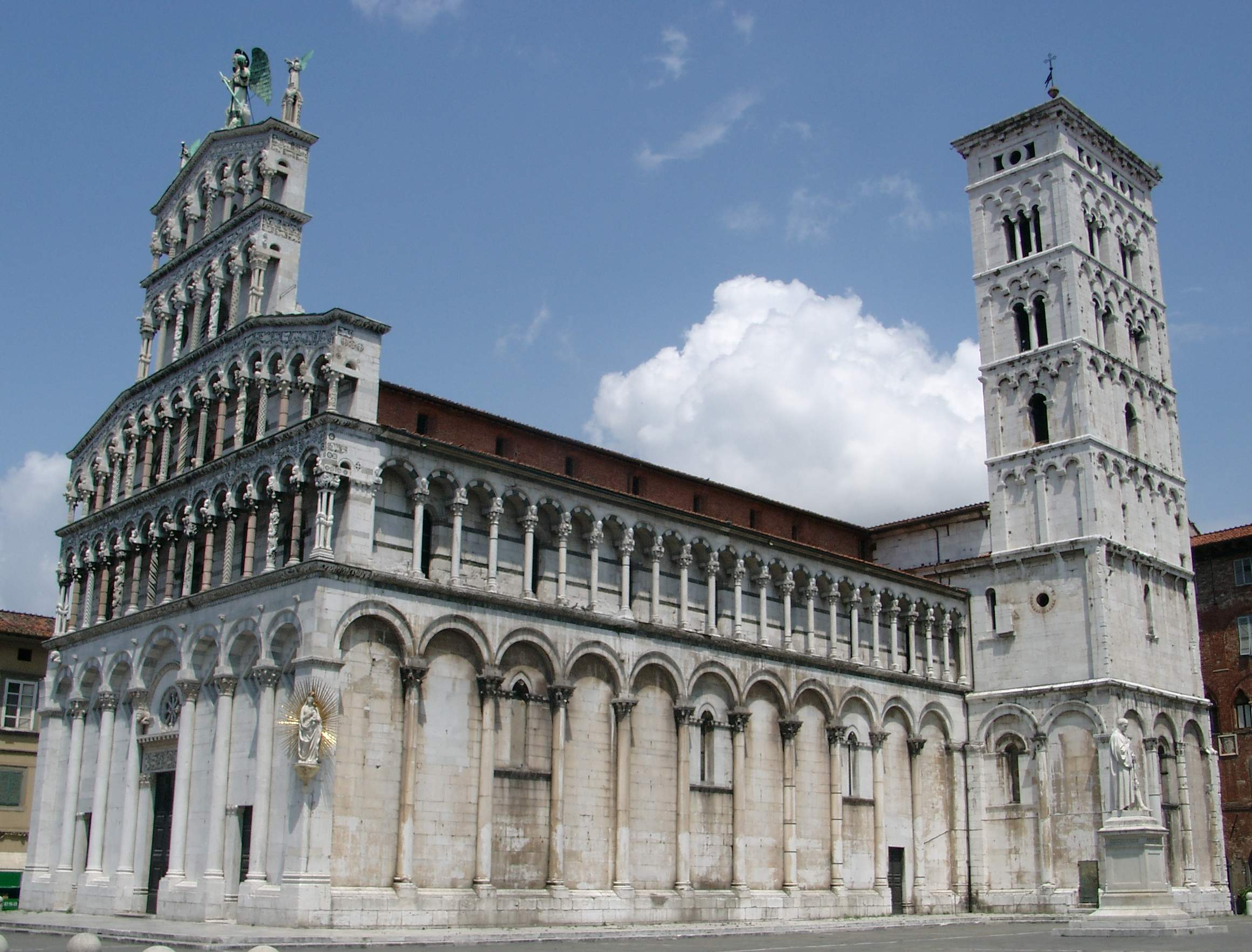
Església de San Michele in Foro

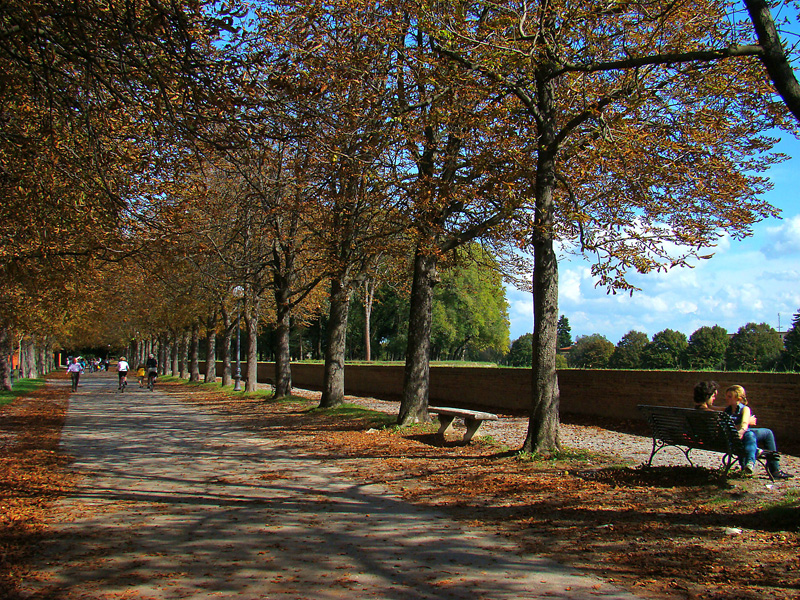
El passeig de la muralla

Inusual entre les ciutats de la regió, les muralles de la ciutat restaren intactes fins a la seva expansió i modernització. Com que els seus murs tan amples perderen la seva importància militar, es convertiren en passeigs que envolten la ciutat antiga, tot i que durant uns quants anys del segle xx s'usaren per a carreres de cotxes. Avui dia segueixen totalment intactes; cadascun dels quatre costats principals està enjardinat amb diferents classes d'arbres.
L'Accademia lucchese di scienze lettere ed arti (1584) és la més famosa entre diverses acadèmies i llibreries.
Lucca és la ciutat natal dels compositors Giacomo Puccini, Francesco Geminiani, Luigi Boccherini i Alfredo Catalani. En el nucli antic de la ciutat es pot visitar un museu amb fotos, manuscrits i llibrets originals relacionats amb la vida i l'obra de Puccini. També s'hi troba un monument dedicat a la seva memòria, obra de l'escultor Vito Tongiani (1994)
A la localitat de Torre del Lago Puccini s'hi celebra un festival d'òpera Puccini tots els estius, el nom es deu al fet que Puccini hi tingué una casa.
A Lucca tots els anys s'hi celebra el Festival d'Estiu de Lucca, on al juliol de 2006 hi actuà l'Eric Clapton, el Roger Waters, el Tracy Chapman i Santana (grup) que van cantar a la Piazza Napoleone.
També és la seu del Lucca Comics & Games, el festival internacional dedicat als còmics, animació i jocs de Lucca, el més gran d'Europa i un dels més prestigiosos del món.
El nucli antic de la ciutat ofereix un pintoresc entramat de carrers i places entre les quals destaca la Plaça de l'Amfiteatre, que conserva la forma el·líptica de l'antic amfiteatre romà després de la intervenció de l'arquitecte Lorenzo Nottolini al segle xix. Entre les obres d'arquitectura civil sobresurten la torre erigida per la poderosa família Guinigi com a símbol del seu poder (amb un sorprenent jardí al capdamunt) o la torre del rellotge. Es igualment notable el teatre "del Giglio". D'entre les esglésies destaquen la catedral i San Michele, construïdes amb marbre i amb façanes decorades amb galeries d'arcades sobreposades, seguint el model característic del romànic pisà. Hi trobem moltes altres esglésies medievals de planta basilical sumptuosament construïdes amb façanes molt ornamentades, amb grans arcs i campanars, alguns del segle viii.

### Places

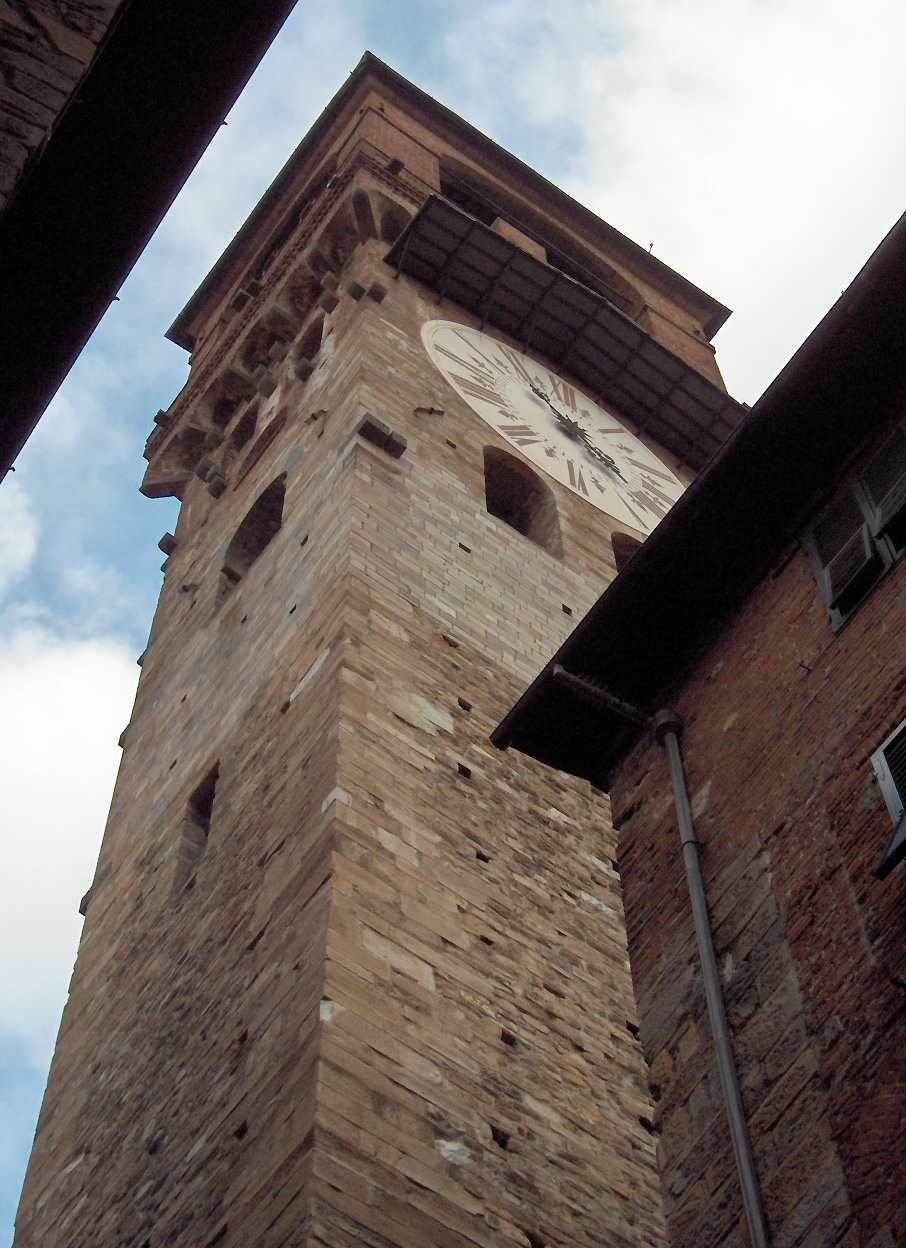
La Torre del Rellotge.

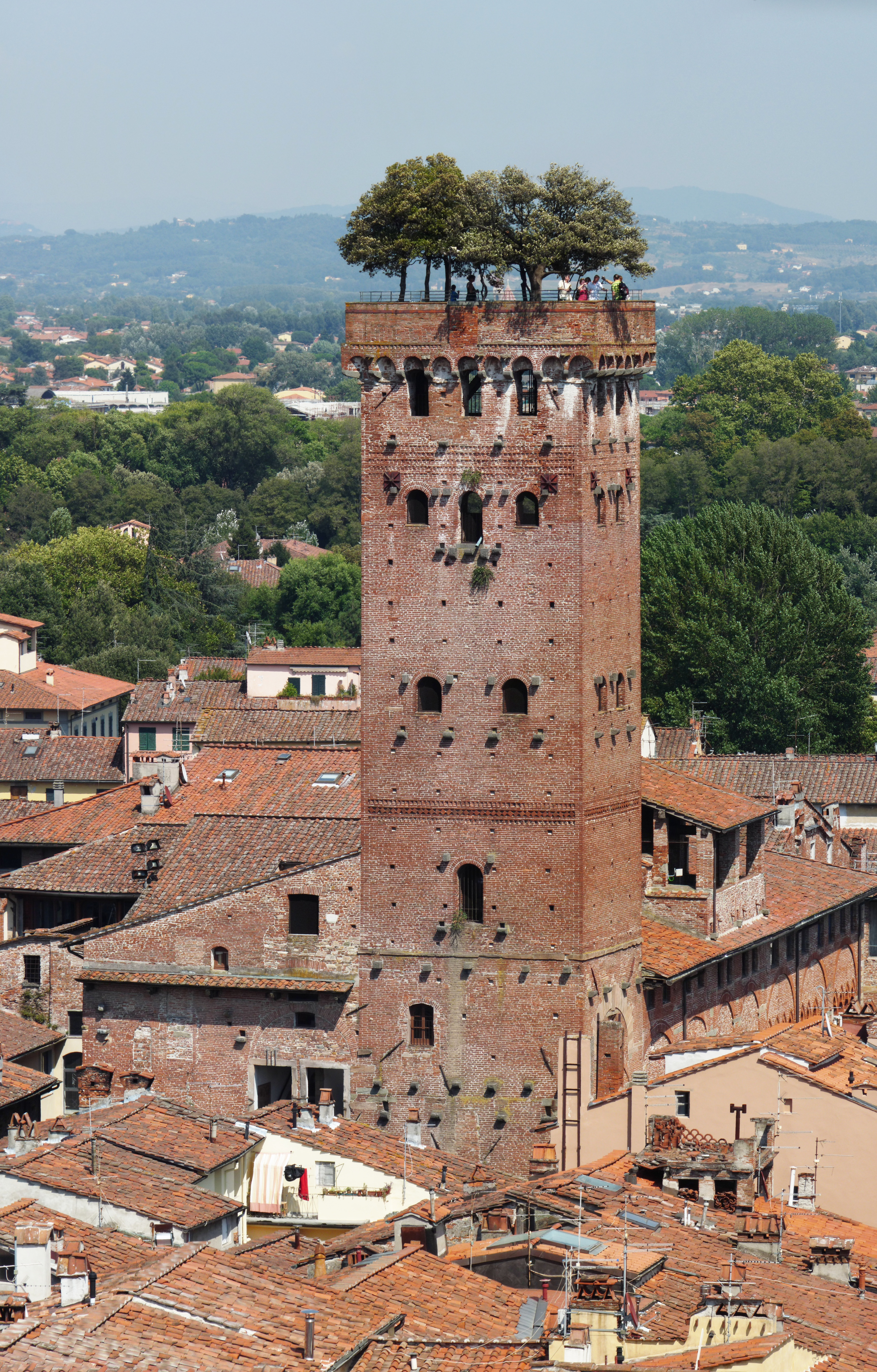
Torre Guinigi

- Piazza Napoleone
- Piazza San Michele
- Piazza Antelminelli
- Piazza San Martino
- Piazza dell'Anfiteatro on hi havia l'antic amfiteatre romà.

### Esglésies
- Catedral de Sant Martí on es venera la cèlebre Santa Faç (Volto Santo) de Lucca[15]
- Església de San Michele in Foro
- Basílica de San Frediano
- Església de Santa Maria Forisportam
- Església de Sant'Alessandro
- Església de San Salvatore
- Església de San Francesco
- Església de San Giusto
- Església de Santa Giulia
- Església de San Pietro Somaldi

### Palaus i vil·les[16]
- Torre dell'Orologio
- Palau i Torre Guinigi[17]
- Palazzo Pfanner
- Palau Ducal, el projecte original és iniciat per Bartolomeo Ammannati entre 1577 i 1582, i continuat per Filippo Juvarra al segle xviii
- Villa Guinigi
- Palazzo Mansi

### Museus i galeries d'art
- Museo Nazionale Guinigi[18]
- Museo e Pinacoteca Nazionale (Palazzo Mansi)
- Museo dell'Opera del Duomo
- Museo Puccini
- Orto Botanico Comunale di Lucca, un jardí botànic que data de 1820
- Museo del Fumetto e dell'Immagine (Museu del Còmic i de la Imatge)
- Museu de la Tortura

## Fills il·lustres
- Giovanni Arnolfini (1400-1472), comerciant
- Pompeo Batoni (1708 – 1787), pintor
- Domenico Bertini (1829-1890), compositor i mestre de capella
- Luigi Boccherini (1743-1805), compositor
- Alfredo Catalani (1854-1893), compositor
- Castruccio Castracani (1281-1328), senyor i duc
- Francesco Geminiani (1687 - 1762), compositor
- Giovanni Lorenzo Gregori (1688-1742) violinista i compositor
- Filippo Manfredi (1729-1777) violinista i compositor
- Jacopo Piccolomini, cardenal i historiador (1422-1479)
- Giacomo Puccini (1858-1924), compositor
- Giuseppe Puppo (1749-1827) compositor
- Biagio Quilici (1774-1861), compositor
- Domenico Quilici (1759-1831), compositor, mestre de capella i director d'orquestra
- Massimiliano Quilici (1799-1889) professor de cant, compositor i mestre de capella
- Eros Riccio (1977), jugador d'escacs
- Pasquale Soffi (1732-1810), compositor
- Domenico Francesco Vannucci, (1718-1775) compositor i sacerdot